# Tatort: Geburtstagsgrüße
Geburtstagsgrüße ist der 162. Fernsehfilm der Krimireihe Tatort und der sechste vom Saarländischen Rundfunk produzierte Tatort. Es ist der vierte Fall mit Kommissar Schäfermann als alleinigen Ermittler, nachdem er in seinen ersten beiden Folgen noch mit seinem Kollegen Liersdahl ermittelt hatte. Schäfermann hat es mit dem Mordanschlag auf einen seiner Assistenten zu tun. Die Zeitspanne von 4 Jahren und 44 Tagen zwischen Schäfermanns dritten und seinem vierten und letzten Fall ist die längste Zeitspanne, die je ein Hauptermittler in der Tatort-Geschichte zwischen zwei seiner Fälle hatte.
Die Episode wurde zwischen dem 20. September und 31. Oktober 1983 in Saarbrücken und Lothringen gedreht. Bei der Erstausstrahlung am 4. November 1984 wurde eine Zuschauerzahl von 12,23 Mio. erreicht, was einer Einschaltquote von 33 % entspricht. Die Kritiker der Fernsehzeitschrift TV-Spielfilm beurteilen diesen Tatort positiv mit „Ein echter Kracher, dieser Tatort“.

## Handlung
Kurt Sander, ein Assistent von Kriminalhauptkommissar Schäfermann, bricht an seinem Geburtstag auf zu seiner neuen Freundin, der lothringischen Wirtstochter Michèle, um mit ihr den Tag zu verbringen. Er verpasst knapp den Postboten, der ein Geburtstagspaket für Sander deshalb bei dessen Nachbarsfamilie Wolf abgibt. Während Sander die Stunden mit seiner Freundin genießt, explodiert das an ihn adressierte Paket in der Wohnung der Wolfs und verletzt die fünfjährige Tochter Sabine Wolf schwer. Schäfermann und Assistent Struwe nehmen die Ermittlungen auf und stellen sofort fest, dass das Opfer die Nachbarstochter ihres Kollegen Sander ist. Die ersten Spuren ergeben schnell, dass die Explosion durch eine Paketbombe ausgelöst wurde. Auch findet Schäfermann alsbald heraus, dass das Paket an seinen Assistenten Sander adressiert war. Kurt Sander wird umgehend aus dem Urlaub zurückbeordert, unterdessen erinnert sich Schäfermann an einen drei Jahre zurückliegenden Fall. Sander, damals noch im Streifendienst, hatte versucht, den Wagen von Bruno Heintze anzuhalten, dieser fuhr aber mit weit überhöhter Geschwindigkeit bei der Routinekontrolle davon, so dass Sander in die Reifen schoss. Arthur Heintze, Brunos Bruder, überlebte den Unfall nicht. Es stellte sich heraus, dass Heintze lediglich wegen einer Blinddarmentzündung seiner Schwägerin Jutta so schnell fuhr, um diese ins Krankenhaus zu bringen. Da Heintze wegen verschiedener Vermögensdelikte zur Fahndung ausgeschrieben war, wurde er festgenommen und zu drei Jahren Haft verurteilt, im Gefängnis schwor er Rache an Sander.
Als Absender des Paketes wird letztlich Horst Schäfermann identifiziert. Schäfermann und seinen Kollegen wird dadurch klar, dass der Täter sehr überlegt vorging und offensichtlich Sanders Umfeld gut kennt. Das Paket wurde in einem Postamt in der Nähe von Heintzes Wohnung aufgegeben. Während Bruno Heintze und seine Schwägerin Jutta von der Polizei in ihrem Kfz-Betrieb observiert werden, trifft Sander bei seinem Chef Schäfermann ein und wird umgehend unter Personenschutz gestellt. Aufgestachelt durch Berichte der Boulevardpresse, die Heintze wegen des Bombenanschlags vorverurteilt, sucht Sabines Vater Gerhard Wolf, um dessen Tochter es nicht gut steht, Heintze auf, um ihn zur Rede zu stellen, doch dieser bestreitet jedwede Verbindung zum Bombenanschlag. Sander und sein Kollege Plaat befragen Wolf anschließend, was dieser von Heintze wollte und beschwören ihn, die Ermittlungen der Polizei zu überlassen. Heintzes Angestellter Kattner findet kurz darauf auf dem Kfz-Hof Spuren, die darauf hinweisen, dass Heintze tatsächlich die Bombe gebastelt haben könnte. Er sucht daraufhin Wolf auf und bietet ihm seine Hilfe zur Überführung seines Chefs an. Da die beiden Männer von Polizeibeamten beobachtet werden, befragt Schäfermann Wolf später zu dem Treffen und beschwört ihn abermals, die Ermittlungen der Polizei zu überlassen, Wolf macht einen verzweifelten Eindruck. Struwe und Plaat beschatten Heintze, doch dieser verspottet die Beamten, indem er unter den Augen der Beamten ein Scherzpaket an Sander aufgibt, Schäfermann glaubt daraufhin nicht mehr, dass Heintze der Absender der Bombe war.
Als Schäfermann und Sander erfahren, dass Wolf erneut Heintze aufgesucht hat, befragt Sander Heintze nach diesem Besuch, Heintze behauptet, Wolf habe sich für seine Anschuldigung entschuldigen wollen. Sander verrät Heintze daraufhin, dass dessen Angestellter Kattner sich heimlich mit Wolf getroffen hatte. Während Sander mit Michèle Zukunftspläne schmiedet, erliegt die kleine Sabine ihren Verletzungen. Kurz darauf sucht Heintze Schäfermann auf und kündigt an, zum Haftantritt wegen eines Verkehrsdelikts zu gehen, er lässt sich von den Beamten zur Haftanstalt bringen, um damit seine Unschuld am Tod des Mädchens zu beweisen. Als Schäfermann und sein Team einem anonymen Hinweis nachgehen, dass Kattner in einer alten Sandgrube gesehen wurde, wird aus dem Hinterhalt auf Sander geschossen, die Beamten können entkommen und erfahren, dass Kattner zur gleichen Zeit in einem Lokal gesehen wurde. Schäfermann und Sander suchen Kattner auf, dieser gibt sich ahnungslos und behauptet, Wolf habe ihm von sich aus Geld gegeben, damit er sich umhört, die Beamten nehmen Kattner mit aufs Revier. Schäfermann glaubt allerdings nicht mehr, dass Heintze oder Kattner etwas mit den Anschlägen auf Sander zu tun haben, sondern verdächtigt den Ex-Freund von Michèle, Sander aus Eifersucht nach dem Leben zu trachten, da dieser stets feindselig auf Sanders Besuche in Frankreich reagiert. Bei einem Waldspaziergang mit Michèle wird Sander angeschossen, die plötzlich herbeigeeilte Polizei kann Wolf als Angreifer anschießen und stellen. Wolf erklärt, zufällig hinter ein einstmaliges Verhältnis von Sander zu seiner Frau gekommen zu sein, er gesteht auch den Paketbombenanschlag, durch den er versehentlich seine eigene Tochter getötet hatte. Zurück in Saarbrücken erfährt Sander, dass Schäfermann ihm die Polizei hinterhergeschickt hatte, dieser ahnte, dass Sander in Frankreich in Gefahr sein würde und hatte vorsorglich die französischen Kollegen verständigt.
Wolf hatte gewartet, bis Heintze aus dem Gefängnis kam, um den Verdacht auf diesen zu lenken, Kattner sagt aus, dass Wolf bei seinem ersten Besuch bei Heintze Spuren eines Bombenbaus in dessen Müll hinterlassen hatte, damit die Polizei diese findet. Kattner hatte die Drähte gefunden und Heintze gezeigt, dieser hatte sofort begriffen, dass Wolf der wahre Täter ist und hat diesen aufgrund seiner eigenen Rachegelüste gegen Sander unter Druck gesetzt, einen weiteren Mordanschlag auf Sander zu verüben, das Gewehr hatte Heintze Wolf besorgt. Kattner und der soeben aus der Haft entlassene Heintze werden wegen Beihilfe bzw. Anstiftung zum Mord festgenommen.